# Sylvia Pankhurst
Pour les articles homonymes, voir Pankhurst.
Sylvia Pankhurst née le 5 mai 1882 à Old Trafford, Trafford (Royaume-Uni) et morte le 27 septembre 1960 à Addis-Abeba (Éthiopie) est une femme politique britannique. Particulièrement connue pour son engagement féministe et suffragiste, elle est aussi une militante communiste, anticolonialiste et antiraciste.

## Biographie
Sylvia Pankhurst est une fille de la féministe Emmeline Pankhurst et de l'avocat Richard Pankhurst. Elle fait ses études secondaires à la Manchester High School for Girls, puis à la Manchester School of Art (en) et elle obtient une bourse d'études, qui lui permet de poursuivre ses études au Royal College of Art de Kensigton, à Londres. Sylvia Pankhurst est féministe, et leader des suffragettes. En 1903, elle crée la Women's Social and Political Union (WSPU) avec sa mère, et sa sœur Christabel Pankhurst. Sylvia Pankhurst (avec sa sœur Adela Pankhurst en Australie) rejoint l'Internationale communiste, comme membre de la gauche communiste (courant opposé à Lénine sur sa gauche). Le chapitre 9 de La Maladie infantile du communisme (le « gauchisme ») de Lénine lui est consacré et traite aussi de son journal le Workers' Dreadnought (organe hebdomadaire de la Fédération socialiste ouvrière). Dans un pays qui possède une longue tradition de droits démocratiques et de parlementarisme, Pankhurst s'opposa à ce que le parti communiste participe aux élections (voir sur cette question la lettre de Lénine à S. Pankhurst in La maladie infantile). Ce groupe a refusé tout compromis ou frontisme avec des groupes « bourgeois de gauche ». Exclue de l'Internationale communiste en 1921, elle est notamment proche d'Anton Pannekoek (un penseur du communisme de conseils). 
En 1935, elle fait campagne contre l'invasion de l'Éthiopie par l'Italie, soit la seconde guerre italo-éthiopienne, et fonde le New Times and Ethiopian News.
Plusieurs fois emprisonnée en raison de ses actions militantes, elle vit suivant ses convictions. Elle a un unique fils, Richard Pankhurst, né en 1927, mais refuse de se marier.

## Enfance et formation
Estelle Sylvia Pankhurst (elle abandonnera plus tard son prénom) est née à Drayton Terrace, Old Trafford, Manchester, d'Emmeline Pankhurst (née Goulden) et le Dr Richard Pankhurst.
Le Dr Pankhurst avait été l'un des membres fondateurs en 1872 de la Société nationale pour le suffrage des femmes, et a joué un rôle dans l'élaboration d'une législation qui a donné aux femmes non mariées la possibilité de se marier. le droit de vote des femmes au foyer lors des élections locales, et aux femmes mariées le contrôle de leurs biens et de leurs revenus. Selon sa fille, il s'est également distingué par son soutien au Home Rule irlandais étant « le premier candidat parlementaire anglais à s'engager en faveur de l'autonomie irlandaise lorsqu'il s'est présenté à une élection partielle à Manchester en 1883 »
La maison familiale, située pendant un certain temps à Russell Square à Londres, a accueilli l'intelligentsia radicale britannique et étrangère. Parmi eux, l'anarchiste russe Pierre Kropotkine, Louise Michel, communarde, et Annie Besant, fabienne.
En 1893, les parents de Pankhurst rejoignent le mineur écossais Keir Hardie, un ami de la famille, comme membres fondateurs du Parti travailliste indépendant (ILP),
Pankhurst et ses sœurs, Christabel et Adela, ont fréquenté le lycée pour filles de Manchester. En 1903, Pankhurst suit une formation d'artiste à l'école d'art de Manchester. Alors qu'il était chargé par l'ILP de peindre des peintures murales dans une salle sociale que le parti avait construite à Salford, Pankhurst découvre que la salle, qui porte le nom de son père, n'admet pas les femmes. Cet épisode a contribué à convaincre sa sœur aînée, Christabel, de la nécessité pour les femmes de s'organiser de manière indépendante

## Les suffragettes
L'Union sociale et politique des femmes (Women's Social and Political Union - WSPU) a été fondée en tant qu'organisation féminine indépendante le 10 octobre 1903 dans la maison familiale de Nelson Street à Manchester. Christabel, la sœur de Pankhurst, avait persuadé un groupe de femmes de l'ILP que les femmes devaient faire elles-mêmes le travail d'émancipation, et qu'ils avaient besoin d'un mouvement libre de toute affiliation partisane.
En 1906, Sylvia Pankhurst a commencé à travailler à plein temps pour la WSPU, avec Christabel et leur mère. Elle a conçu le logo de la WSPU et divers tracts, banderoles et affiches, ainsi que la décoration de ses salles de réunion  En 1907, elle a fait le tour des villes industrielles d'Angleterre, d'Europe et Écosse, en peignant des portraits de femmes de la classe ouvrière dans leur environnement de travail. Elle écrira plus tard qu'elle a été témoin d'une « telle détresse » qu'elle ne s'est pas sentie capable de retourner dans son pays d'origine. Elle devient organisatrice à temps plein, sa « profession de prédilection », avec Alice Hawkins et Mary Gawthorpe, et contribue à la création de la WSPU à Leicester.
Pankhurst rédige des articles pour le journal de la WSPU, Votes pour les femmes et, en 1911, elle publie une histoire propagandiste de la campagne de la WSPU, La Suffragette : L'histoire du mouvement militant des femmes pour le suffrage. Il comprend son témoignage sur le vendredi noir du 18 novembre 1910, au cours de laquelle 300 femmes ont marché jusqu'aux Chambres du Parlement dans le cadre de leur campagne visant à faire pression pour obtenir des droits de vote dans le cadre du projet de loi sur la conciliation, et ont été accueillis par des violences, parfois sexuelles, de la police métropolitaine et des passants masculins.
En 1912, Pankhurst a mené une marche sur la prison Mountjoy à Dublin en signe de solidarité. avec deux militants anglais de la WPSU qui avaient violemment cherché à s'emparer de l'affaire. pour perturber la visite du Premier ministre H. H. Asquith dans la capitale irlandaise. Ils avaient jeté une hachette à laquelle était attaché un message sur le suffrage, dans la voiture dans laquelle il voyageait avec John Redmond et avait tenté de s'enfuir de mettre le feu au théâtre dans lequel le Premier ministre devait s'exprimer.
Entre février 1913 et août 1914, Sylvia a été arrêtée huit fois pour des actions de protestation à Londres. Après l'adoption de la loi dite « du chat et de la souris », elle serait libérée pour de courtes périodes afin de récupérer de sa grève de la faim. Des sympathisants l'ont ramenée à son domicile et à ses bureaux de Old Ford Street.
En juin 1914, des sympathisants l'ont portée jusqu'à l'entrée de la galerie des étrangers de la Chambre des communes. où elle annonce qu'elle poursuivra sa grève de la faim jusqu'à ce qu'Asquith accepte de recevoir une députation de femmes de l'est de Londres. Asquith a rencontré la délégation de six mères qui travaillent. After listening to them pay tribute to the work Pankhurst had done "in arousing the women of the East End to the importance of the vote in their daily lives", et décrivent leurs difficultés, le Premier ministre a réitéré la position du gouvernement : le vote des femmes devra attendre une réforme démocratique générale du droit de vote
Ce n'est qu'en 1918 que le droit de vote a été accordé aux femmes de plus de trente ans, mariées et propriétaires. Il a fallu attendre encore dix ans pour que l'égalité de vote soit totale.

## Rencontre avec le militantisme syndical dirigé par des femmes aux États-Unis
Pankhurst entreprend deux tournées de conférences aux États-Unis :  au cours des trois premiers mois de 1911 et au début de 1912. Elle écrit des lettres à son domicile, principalement à Keir Hardie, elle s'est décrite comme devant persuader ses hôtes, issus pour la plupart de la classe moyenne, que le travail féminin harassant et la pauvreté de la mère et de l'enfant étaient autant des caractéristiques du Nouveau Monde que de l'Ancien. Elle a raconté son expérience dans les usines, les ateliers, les asiles et les prisons, où elle a pu observer l'application des principes tayloristes (rendant les travailleurs « partie intégrante de la machine »), et d'avoir été témoin, dans le Sud, de la quasi-criminalisation des Afro-Américains.
En janvier 1911, elle est à Chicago. Une vague de grève, qui avait commencé en 1909 avec « le soulèvement des 20 000 », essentiellement immigrés, Les travailleuses juives dans les ateliers clandestins de New York, s'était étendue aux travailleurs de l'habillement de la ville. Des piquets de l'Union ont été battus et arrêtés. Deux d'entre eux ont été abattus. Pankhurst a rendu visite aux grévistes dans leurs cellules de police et a constaté que leurs conditions étaient aussi mauvaises que pour les suffragettes en Grande-Bretagne.
Le même mois, à New York, elle rencontre la pionnière du féminisme socialiste Margaret Sanger, avec une jeune femme de vingt ans, Elizabeth Gurley Flynn. Un an plus tard, Flynn devait être le stratège des « Bread and Roses » pour les Travailleurs Industriels du Monde dans la Grève du textile à Lawrence.
Retour à New York au début de l'année 1912, Pankhurst a observé chez les travailleurs des blanchisseries la même capacité à surmonter par l'action collective les divisions raciales, ethniques et sexuelles systématiquement exploitées par les employeurs.

## Une militante communiste
Sylvia Pankhurst suggère que la société communiste pourra ressembler à ceci :
Sous le communisme, chacun satisfera ses besoins matériels, sans restriction ou mesure, en puisant dans les entrepôts collectifs, selon ses désirs. Chacun pourra avoir ce qu’il désire. La production en abondance, possible dès aujourd’hui, et qui sera continuellement facilitée par les inventions, annulera tout besoin de rationner ou de limiter la consommation. Chaque individu, comptant sur cette immense production collective, sera à l’abri de tout souci et des privations. II n’y aura pas de distinctions de classes, puisque celles-ci naissent des possessions de biens, de l’éducation et de la position sociale. Toutes distinctions de cette nature disparaîtront. II n’y aura ni riches, ni pauvres. L’argent n’existera plus et on n’éprouvera plus le besoin de faire une accumulation de provisions, puisqu’on pourra en remonter à volonté. II n’y aura pas de vente, car il n’y aura pas d’acheteurs : chacun pourra tout obtenir à volonté et sans paiement. La possession de propriétés privées, au-delà de vrais besoins personnels, disparaîtra. Chacun étant dans une position d’égalité sociale, il n’y aura ni maîtres ni serviteurs. Personne ne pourra devenir I’employeur d’un autre. Tous les enfants feront leurs études jusqu’à l’âge adulte, et tous les adultes auront libre accès à toutes les sources d’éducation, pendant leurs longs moments de loisir. Le vol, la contrefaçon, le cambriolage et tous les crimes économiques disparaîtront et avec eux tout le dispositif inadmissible servant à les prévenir, détecter et punir. Il n’y aura plus de prostitution; celle-ci est une transaction commerciale dépendant des besoins économiques de la prostituée et de la position du client de payer. L’union sexuelle ne sera plus basée sur des conditions matérielles, mais relèvera d’une affection et d’une attirance mutuelles.

## Œuvres
- (en) The Suffragette Movement. An intimate account of persons and ideals. New York, 1911. Nouveau edition: Virago Press, Londen 1988,  (ISBN 0-86068-026-6)
- (en) Education of the masses, The Working Dreadnought, Londen, 1918
- (en) Soviet Russia as I saw it. The Working Dreadnought, Londen 1921
- (en) India and the Earthly Paradise. Bombay, Sunshine Publishing House, 1926
- (en) *  Delphos or the Future of International Language. London, Kegan Paul, Trench, Trubner & Co, 1927
- (en) Save the Mothers. A plea for measures to prevent the annual loss of about 3000 child-bearing mothers and 20,000 infant lives in England and Wales. London: A.A. Knopf
- (en) The Suffragette Movement. An Intimate Account of Persons and Ideals., 1931. Reissued 1984 by Chatto & Windus.
- (en) The Home Front. A Mirror to Life in England During the First World War., 1932. Reissued 1987 by The Cresset Library
- (en) The Life of Emmeline Pankhurst. The suffragette struggle for women's citizenship, London, T. Werner Laurie, 1935
- (en) Ex-Italian Somaliland. New York, Greenwood Press, 1951. Edition 1969
- (en) Eritrea on the Eve: The Past and Future of Italy's "First-Born" Colony, Ethiopia's Ancient Sea Province. Woodford Green, New Times and Ethiopia Books, 1952
- (en) Ethiopia and Eritrea: The Last Phase of the Reunion Struggle 1941–52. Woodford Green, Lalibela House, 1953. Avec Richard Pankhurst
- (en) Ethiopia. A cultural history. Lalibela House, Woodford Green, Essex, 1955

### Littérature
- Barbara Castle. Sylvia and Christabel Pankhurst. Harmondsworth, Penguin Books, 1987  (ISBN 0-14-008761-3)
- Ian Bullock and Richard Pankhurst (ed.):  Sylvia Pankhurst. From artist to anti-fascist. Macmillan, Basingstoke 1992,  (ISBN 0-333-54618-0)
- Barbara Winslow: Sylvia Pankhurst. Sexual politics and political activism. London, UCL Press, 1996
- Shirley Harrison: Sylvia Pankhurst. A crusading life, 1882-1960. London, Aurum, 2003  (ISBN 1-85410-905-7)
- (en) June Hannam, « Pankhurst, (Estelle) Sylvia (1882–1960) », dans Oxford Dictionary of National Biography, Oxford University Press, 2004 (lire en ligne )
- Mary Davis (préf. Richard Pankhurst), Sylvia Pankhurst : A life in Radical Politics, Londres / Sterling, Pluto Press, 1999, 158 p. (lire en ligne).
- Marie-Hélène Dumas, Sylvia Pankhurst, Féministe, anticolonialiste, révolutionnaire, Libertalia, Montreuil, 2019, 209 p.
- (en) Rachel Holmes, Sylvia Pankhurst : Natural Born Rebel, Bloomsbury Publishing, 2020, 976 p. (ISBN 978-1-4088-8041-8, 1198447368)